# 391496 Colineldridge
391496 Colineldridge è un asteroide della fascia principale. Scoperto nel 2007, presenta un'orbita caratterizzata da un semiasse maggiore pari a 2,441034 UA e da un'eccentricità di 0,268007, inclinata di 11,409065° rispetto all'eclittica. Ha un diametro di 2,987 km.